# Ангеліт
Ангеліт — різновид мінералу ангідрит, забарвлений у бузкові, блакитні, молочно-сині, блакитно-сірі відтінки; частково прозорий. Видобувається в Перу. Це сульфат кальцієвий мінерал (CaSO4) з ромбічної сингонією і твердістю 3,5. Має тенденцію до утворення білих кальцієвих вузликів.